# Духовник
Духовник или духовни отац или духовни учитељ је у православној хришћанској и још неким верским традицијама свештеник или монах који руководи духовним животом верника. Овај појам се често меша са исповедником, који извршава свету тајну исповести. Исповедник може бити свако свештено лице које саслуша грехе на исповести и прочита разрешну молитву, али које истовремено не мора да васпитава у духу вере, нити да води верника на путу духовног уздизања. С друге стране, духовник може истовремено и исповедити своје духовно дете. Духовник не само да води духовни живот детета, утешује у тугама и саветима помаже да се разреше различита свакодневна питања, већ се и моли за своје дете. Према православном учењу, главне одлике духовног учитеља су понизност, моћ расуђивања и љубав.
Манастири Лепавина и Клисина писали су о теми послушања духовника. Према њиховим речима, било би очекивано да је нечији локални парох уједно и његов духовник, али то није увек случај јер су људи слободни да себи траже духовника у ономе чији им сензибилитет одговара, па макар то било ван оквира њихове парохије. Портпарол манастира Клисина препоручује да монасима ваља тражити духовника међу другим монасима, а народу међу белим, ожењеним свештенством.

## Црквена традиција

### Старчество
Овакав вид преданости вери јавља се као продужетак старозаветног пророчког служења, и бележи своје корене у древном манастирском старчеству. Наиме, старци и старице, препознати као најмудрији међу монасима, настојали су да духовно уздижу и монахе и мирјане. Реч старост требало је да најпре означава духовну зрелост, а не неопходно велике године или близину смрти. Док су се поједини црквени оци, попут Василија Великог или Григорија Богослова, бавили реформом цркве, велики број њих повлачио се у пустиње и ненасељене пределе, да води живот у тишини и аскези. Таквим животом живео је Антоније Велики, који је и сам био духовни учитељ Атанасију Александријском, потоњем црквеном великодостојнику Источног римског царства. Многи монаси бирали су исихазам, тј. тиховање као властити подвиг. Други, попут Симеона и Алимпија Столпника, били су стилити — физички одсечени од света повлачењем на утврду или стуб. Пустињаци или отшелници, попут Свете Петке, Марије Египћанке или Светог Киријака, такође су живели осамљени у молитви. Оваква посвећеност унутрашњем монашком подвигу да се достигне бестрашће изазивала је велико поштовање у народу, који би их обично пратио, жељан савета и образаца продуховљеног живота.
Православна црква се код ове појаве углавном држала по страни, а у неком тренутку је и негодовала, плашећи се утицаја обожаваних монаха и свештеника. Серафим Саровски и Варнава Гетсимански су чак због свог угледа и утицаја били прогањани. Прогон харизматичних појединаца је престао у 19. веку, али је православна црква наставила да упозорава на појаву лажног старчества. До ње долази истовремено са духовном изолованошћу појединачног верника, када се јавља култ духовног учитеља, и где, како пише Нектарије Концевич, духовник својом властитом сенком заклања лик Господа.

### Духовна мати
У српском језику одомаћен је и израз (духовна) мати, често додаван уз канонизоване српске средњовековне владарке, Ану (Анастасију) Немањић, Ану Дандоло, Јелену Анжујску, Симониду, кнегињу Милицу и Ангелину (Бранковић). Он, међутим, није утемељен у православљу. Под појмом мати подразумева се искључиво игуманија или настојатељица манастира. Духовна мати у пракси не би требало да постоји будући да монахиња нема благослов за разрешење грехова, нити може дати Епитимију као духовни лек. Монахиња ипак може бити нечија духовна саветница.

## Православне земље
У Грчкој духовници могу бити само искусни (старији) свештеници монашког чина (јеромонаси). На грчком језику, духовник је геронтас (гр. γέροντας), на руском је старец (ру. стáрец) а на хебрејском ава (ар. אבא). Префикс ава носили су древни пустињаци, Антоније Велики и Макарије Велики. Ти надимци у пракси се често додају духовницима без обзира на њихово порекло, а поред тога православни верници неретко имају своје духовнике у другим православним земљама. Један од примера ове појаве је и Јустин Ћелијски, који је често био ословљаван са ава Јустин.
Центри духовништва у православном свету су манастири и цркве, и то нарочито они у којима живе свештено—монашка лица која око себе окупљају велики број следбеника. Са великим бројем манастира на једном месту, у Грчкој су то углавном Света Гора и Метеори. На Светој Гори верници су највише посећивали старца Тихона Атонског, Пајсија Светогорца, Порфирија Кавсокаливита и Нектарија Виталиса. Ван ових центара, недалеко од Атине, велики углед у Грчкој уживали су и Јаков Цаликис и Нектарије Егински. Аскетски живот Нектарија Егинског инспирисао је вернике широм православног света. О њему је 2021. године снимљен филм Божији човек.
У Русији су као уважавани оци у народу својевремено поштовани Јован Кронштатски, Јован Крестјанкин, Андреј Ткачов, Игњатије Шестаков, старци Псковско—печерске лавре и многи други. У Сједињеним Државама великим духовним оцем свога времена православни свет сматрао је Јована Шангајског.

## Духовници у Србији
За време Југославије, велики углед у народу уживали су ава Јустин Поповић (Ћелијски) и владика Николај Велимировић. Обојица су били заговорници светосавског национализма. Духовна деца Јустина Поповића били су потоњи црквени великодостојници — митрополит Амфилохије Радовић, владика Атанасије Јевтић, епископ Артемије Радосављевић и епископ Иринеј Буловић.
Крајем осамдесетих година, а и касније, великим центром духовништва постао је манастир Витовница, чији је игуман био отац Тадеј. Будући да је својим беседама и поукама привлачио велики број верника, често су о њему говорили као о једном од највећих духовника свога времена. Уз оца Тадеја, народ је као духовног вођу препознао и Патријарха српског Павла. Приврженост народа његовим начелима видела се још и за време његовог живота, када су осликаване иконе и фреске са његовим ликом коме је придодат ореол, када су писане песме и препричаване анегдоте о његовом животу, за који се веровало да је живот Јеванђеља. Међу истакнутијим духовним саветницима народа свога времена биле су и најпознатије монахиње Српске православне цркве, мати Февронија и мати Ефросинија, потом игуманија Варвара Миленовић, затим схи—монах Сава Вазнесењски, отац Гаврило и други.
Као и у другим православним земљама, и у Србији се највећи број духовника налази на просторима са великим бројем манастира на релативно малој површини. То су често фрушкогорски манастири и манастири Овчарско-кабларске клисуре, али и велика места ходочашћа, попут манастира Острог и Тумане.
Новинар Веља Павловић водио је на телевизији Студио Б емисију Духовници, где је угостио десетине свештеника, монаха и монахиња Српске православне цркве. Павловић, који је за себе говорио да је градски монах, створио је телевизијски формат који се бавио монашким животом, и уопште животом у духу православља. Сличан формат, где су им гости неретко свештено—монашка лица, имају и емисије Док анђели спавају, ауторке Марине Рајевић Савић и делимично Агапе, Александра Гајшека.
Међу свештено—монашким лицима која су прошла кроз ове три и друге емисије, издвајају се мати Макарија, архимандрит Стефан Вучковић, игуманија Гликерија Јањић, мати Ефимија Тополски, монах Арсеније, мати Ирина, монах Иларион, игуман Рафаило Бољевић, мати Тавита Тишма, схи—игуманија Ефросинија. Ту су још и монах Матеј Ристановић, епископ Стефан Шарић, отац Дионисије Пантелић, игуман Симеон Рукумијски, отац Јоил Булатовић, отац Данијел Стефановић, отац Оливер Суботић, игуман Димитрије Плећевић, отац Марјан, игуман Варнава Николић, отац Јелисеј, отац Предраг Поповић, чија су му духовна деца отворила Јутјуб канал и многи други.